# Zhou Yan
Zhou Yan, född den 30 september 1982 i Harbin, Kina, är en kinesisk curlingspelare.
Hon tog OS-brons i damernas curlingturnering i samband med de olympiska curlingtävlingarna 2010 i Vancouver.